# Eibiswald
Eibiswald è un comune austriaco di 6 592 abitanti nel distretto di Deutschlandsberg, in Stiria. Il 1º gennaio 2015 ha inglobato i precedenti comuni di Aibl, Großradl, Pitschgau, Sankt Oswald ob Eibiswald e Soboth; ha lo status di comune mercato (Marktgemeinde).